# Den fransk-hollandske krig
Den fransk-hollandske krig (Den nederlandske Hævnkrig eller Den hollandske krig) var en paneuropæisk krig fra 1672 (katastrofeåret) til 1678. Den begyndte, da den franske kong Ludvig 14. som forlængelse af en politik om ”naturlig grænser” invaderede de Forenede Nederlande. For at stække den franske magt på kontinentet gik Spanien og det Tysk-romerske rige ind i krigen på hollændernes side. Som en del af den større fransk-hollandske krig er 
den Tredje anglo-nederlandske krig (1672-1674) og den Skånske Krig (1675–1679). Den fransk-hollandske krig afsluttedes ved nogle for franskmændene fordelagtige fredsslutninger ved Freden i Nijmegen (1678) og Freden i Saint-Germain (1679).

## Baggrund
Foruden en forfølgelse af en politik om naturlige grænser søgte Frankrig med krigen at hævne den støtte, den hollandske republik havde givet Spanien i Devolutionskrigen (1667-68) , at bekæmpe protestantismen i Nederlandene og stække en stærk rivaliserende handelskonkurrent. Essentielt for Frankrig var at sikre englændernes støtte til krigen. Den opnåede Ludvig ved love dem to millioner livres om året. England følte sig desuden også presset af den voksende hollandske søhandelsmagt. Af samme grund havde de to allerede udkæmpet to krige (De anglo-nederlandske krige: 1652, 1668). Freden i Breda som markerede afslutningen på den sidste med en våbenstilstand.  Karl 2. af England indgik i juni 1670 i Dover en hemmelig pagt med Frankrig om fælles front mod Holland. Både England og Frankrig håbede at kunne tiltvinge sig hollændernes vidtstrakte oversøiske handelsnetværk for at dominere verdenshandlen. Samtidigt ønskede ingen af dem, at de hollandske indtægter skulle komme den anden part til del. Det resulterede i omfattende mistro de to allierede imellem: Karl 2. blev mistænkt for at have en skjult agenda med krigen; med den franske konges hjælp at introducere enevælde og katolicisme i England efter samme model som den franske. Men eftersom det engelske Parliament nægtede at støtte kongen i denne krig, kunne han ikke finde midler til at udruste og bemande sin flåde på andre måder end at bedrage sine kreditorer. Derfor var den engelske flåde lille og dårligt udrustet og nødsaget til at indgå i en enhed med de franske flådestyrker, som imidlertid viste sig at være knap så allieret, som englænderne havde forventet. Samtidigt konkurrerede England og De Forenede Nederlande ligeledes om handlen i Østersøen, hvor også Danmark og Sverige havde udkæmpet en århundrede gammel kamp om overherredømme, og da Danmark traditionelt var allieret med Nederlandene og Sverige tættere på England, var det naturligt for Ludvigs diplomater først at henvende sig til englænderne og svenskerne for at isolerer Nederlandene internationalt. Sverige indgik i alliancen på franskmændenes side ved at true Brandenburg til at afstå fra at intervenerer på hollændernes side. Ludvig sikrede sig også alliancer med fyrstedømmet Münster og kurfyrstendømmet Köln.

## Krigen
I marts 1672 erklærede Frankrig og England krig mod de Forenede Nederlande.
Krigslykken var i den indledende fase på hollændernes side, da det lykkedes dem at besejre de kombinerede fransk-engelske flådestyrker i en række søslag kendt som den Tredje anglo-nederlandske krig (1672-1674). Men i 1672/1673 invaderede franskmændene den sydlige del af Nederlandene. Franskmændene havde gennem deres alliancer med Münster sikret sig frit lejde gennem Liège og Kleve til Gelderland. Efter overraskende at passere befæstningerne ved Maastricht, havde de franske ikke store problemer med at marchere helt ind i hjertet af den hollandske republik og endda at indtage Utrecht. Den franske hær var på op til 120.000 mand exceptionel stor. I 1672 blev den ledende hollandske politiker Johan de Witt og hans bror Cornelis de Witt lynchet af en oprørt folkemængde efter rygter om, at de havde planer om at snigmyrde Vilhelm af Oranien. Herefter blev Vilhelm udnævnt til statholder. Da franskmændene havde lovet de større hollandske byer til englænderne, udviste de ikke selv et større engagement i at få dem indtaget. I stedet prøvede franskmændene at afpresse hollænderne 16 millioner gylden til gengæld for en separat fransk-hollandsk fredsaftale. Hollænderne tog dog ikke venligt imod dette forslag, og sammen med andre franske krav var det med til at styrke den hollandske befolknings kampiver. Forhandlinger gav hollænderne tid til at oversvømme de lavtliggende hollandske landområder ved Den hollandske vandlinje, for på denne måde at stoppe videre fransk invasion i Nederlandene. Hæren fra Münster belejrede Groningen, men magtede ikke at indtage den. Et forsøg blev gjort på at invadere Holland fra søvejen, men det blev forhindret af admiral Michiel de Ruyter i fire strategiske sejre over de fransk-engelske flådestyrker. Herefter opgav England krigen i 1674 og indgik en fredaftale med Nederlandene (Freden i Westminster).
Nu var de allierede kommet Nederlandene til undsætning. Frederik Vilhelm af Brandenburg-Preussen, den tysk-romerske kejser Leopold, Karl af Spanien. Ludvig og de franske styrker udførte med held en belejring af Maastrict i 1673, men måtte alligevel opgive deres hollandske erobringsplaner, og i et udviklede krigen sig til en langsom udmattelseskrig langs Frankrigs grænser. Svenskerne udnyttede, at Brandenburgs hær var fraværende, til at invadere Brandenburg (1674/1675). Det fik Danmark til at komme sin allierede Brandenburg til undsætning og erklære den Skånske Krig, som en del af større Den fransk-hollandske konflikt.
I mellemtiden havde krigen spredt sig til de hollandske, franske og engelske oversøiske kolonier. Den hollandske kaptajn Jurriaen Aernoutsz fra Curaçao indtog to mindre franske forter i Acadia (nuværende Canada), og de fortsatte med på papiret at udøve overhøjhed over de franske kolonier i Nordamerika resten af krigen, om end franskmændene forblev i egentlig kontrol af områderne. Ved Freden i Nijmegen afstod hollænderne fra krav om de franske besiddelser i Nordamerika. Hollænderne havde også kortvarigt besat New York (tidligere en hollandsk koloni Nieuw-Amsterdam) , men gav den tilbage til englænderne, efter at de havde trukket sig fra krigen.
I 1676 lykkedes det den franske flåde at besejre og ødelægge en hollandsk flåde ved et søslag nær Palermo, hvorved de midlertidigt opnåede overherredømme i Middelhavet. Den hollandske admiral var allerede dræbt i søslaget ved Augusta.

## Afslutning
I 1678 fik Ludvig at afsluttet krigen med en fredsaftale i Nijmegen, i hvilken Frankrig opnåede anseelige territoriale vindinger. Mest bemærkelsesværdigt overdrog Spanien Franche-Comté og forskellige områder i den sydlige del af Nederlandene til Frankrig. Imidlertid lykkedes det for hollænderne at forpurre ambitionerne og nøje lagte planer fra to af tidens mægtigste royale dynastier: Stuart og Bourbon